# День катастрофы 2: Конец света
«День катастрофы 2: Конец света», также «Категория 7: Конец света» (англ. Category 7: The End of the World) — американский мини-сериал, состоящий из двух полуторачасовых серий. Является продолжением фильма «День катастрофы»

## Сюжет
После событий предыдущей части фильма, проходит несколько недель. Шторм набирает небывалую мощь. Он сметает всё на своём пути. Смерчи в Париже сносят Эйфелеву башню. Перепады температуры заставляют отвалиться лицо Джорджа Вашингтона на горе Рашмор. Даже Египетские пирамиды и Большой Сфинкс становятся жертвами смерчей. Новый глава Федерального агентства по ЧС Джудит Карр, решает остановить смертоносную бурю. Она призывает своего бывшего возлюбленного и его отца-профессора. Пока они исследуют, откуда берёт своё начало шторм, буря подходит к Вашингтону. Цунами, вызванное ураганом ударяет по Нью-Йорку. Затем смерч сносит Статую Свободы и весь город. Вскоре выясняется, что шторм не единственный в своём роде. Сотни таких же уничтожают города, посёлки и прочие населённые пункты по всей стране…

## В ролях
| Актёр          | Роль                   |
| -------------- | ---------------------- |
| Рэнди Куэйд    | Томи Диксон            |
| Джина Гершон   | Джудит Карр            |
| Шеннен Доэрти  | профессор Фэйт Клевелл |
| Том Скерритт   | Майк Дэвиз             |
| Свуси Кёрц     | Пенни Холл             |
| Джеймс Бролин  | Донни Холл             |
| Роберт Вагнер  | Райан Карр             |
| Адам Родригес  | пилот                  |
| Виктор Вебстер | Глен                   |

## Релиз
Фильм был разбит при показе на две полуторачасовые серии. Стартовал 6 ноября 2005 года.
На DVD мини-сериал был официально выпущен 4 апреля 2006 года.

## Критика
Фильм вызвал положительную реакцию критиков. В премьеру фильм посмотрело около 14,7 миллионов телезрителей, вторую серию посмотрели 13,85 миллионов человек.

## Награды и номинации
Фильм был награждён и номинирован различными престижными кинопремиями:
1. «Эмми» за выдающиеся спецэффекты, и саундтреки к мини-сериалу;
2. «Сатурн» за лучший телевизионный показ;
3. «CAS Award» за выдающиеся успехи в создании саундтреков для мини-сериала;
4. «Golden Reel Awards» за лучшие звуковые эффекты;